# Chastel Hernault
Forteresse de Terre Sainte appelée aussi Châstel Arnoul (Yalu) fut construite par le roi Baudoin Ier puis par la population de Jérusalem en 1133 puis confié entre 1150 et 1179 à l'ordre du Temple par la royauté de Jérusalem.

## Référence
- DEMURGER Alain, Chevaliers du Christ, les ordres religieux-militaires au Moyen Âge, Seuil, 2002, 2.02.049888.X